# بوبي أوين
بوبي أوين (بالإنجليزية: Bobby Owen)‏ (17 أكتوبر 1947 في المملكة المتحدة - ) هو لاعب كرة قدم بريطاني في مركز الهجوم. لعب مع سوانزي سيتي ومانشستر سيتي ونادي بوري ونادي دونكاستر روفرز ونادي كارلايل يونايتد ونادي نورثامبتون تاون ونادي غاينسبورو ترينيتي ونادي ووركينغتون.

## وصلات خارجية
- بوبي أوين على موقع قاعدة بيانات كرة القدم.إي يو (الإنجليزية)